# The Meaning of Love
The Meaning of Love – singel grupy Depeche Mode promujący album A Broken Frame.

## Wydany w krajach
- Australia (7")
- Belgia (CD)
- Brazylia (CD)
- Francja (7", CD)
- Grecja (7")
- Hiszpania (7", 12")
- Niemcy (7", 12", CD)
- Portugalia (7")
- Szwecja (7")
- Unia Europejska (CD)
- USA (CD)
- Wielka Brytania (7", 12", CD)

## Informacje
- Czas nagrywania Luty 1982
- Nagrano w Blackwing Studios, Londyn (Wielka Brytania)
- Produkcja Daniel Miller i Depeche Mode
- Teksty i muzyka Martin Lee Gore
- Inżynierowie dźwięku Eric Radcliffe i John Fryer

## Strona B
Na stronie B singla ukazał się utwór instrumentalny, zatytułowany Oberkorn (It's a Small Town). Nagrano go rzekomo w okolicach miejscowości Oberkorn, chociaż wówczas nie nosiła ona żadnej nazwy.

## WydaniaMute
- 7 MUTE 022 wydany 26 kwietnia 1982
  1. The Meaning of Love – 3:05
  2. Oberkorn (It's a Small Town) – 4:07

- 12 MUTE 022 wydany 26 kwietnia 1982
  1. The Meaning of Love (Fairly Odd Mix) – 4:59
  2. Oberkorn (It's a Small Town) (Development Mix) – 7:37

- CD MUTE 22 wydany 1991
  1. The Meaning of Love  – 3:08
  2. Oberkorn (It's a Small Town) – 4:10
  3. The Meaning of Love (Fairly Odd Mix) – 5:01
  4. Oberkorn (It's a Small Town) (Development Mix) – 7:38